# Johann Adam Dietz

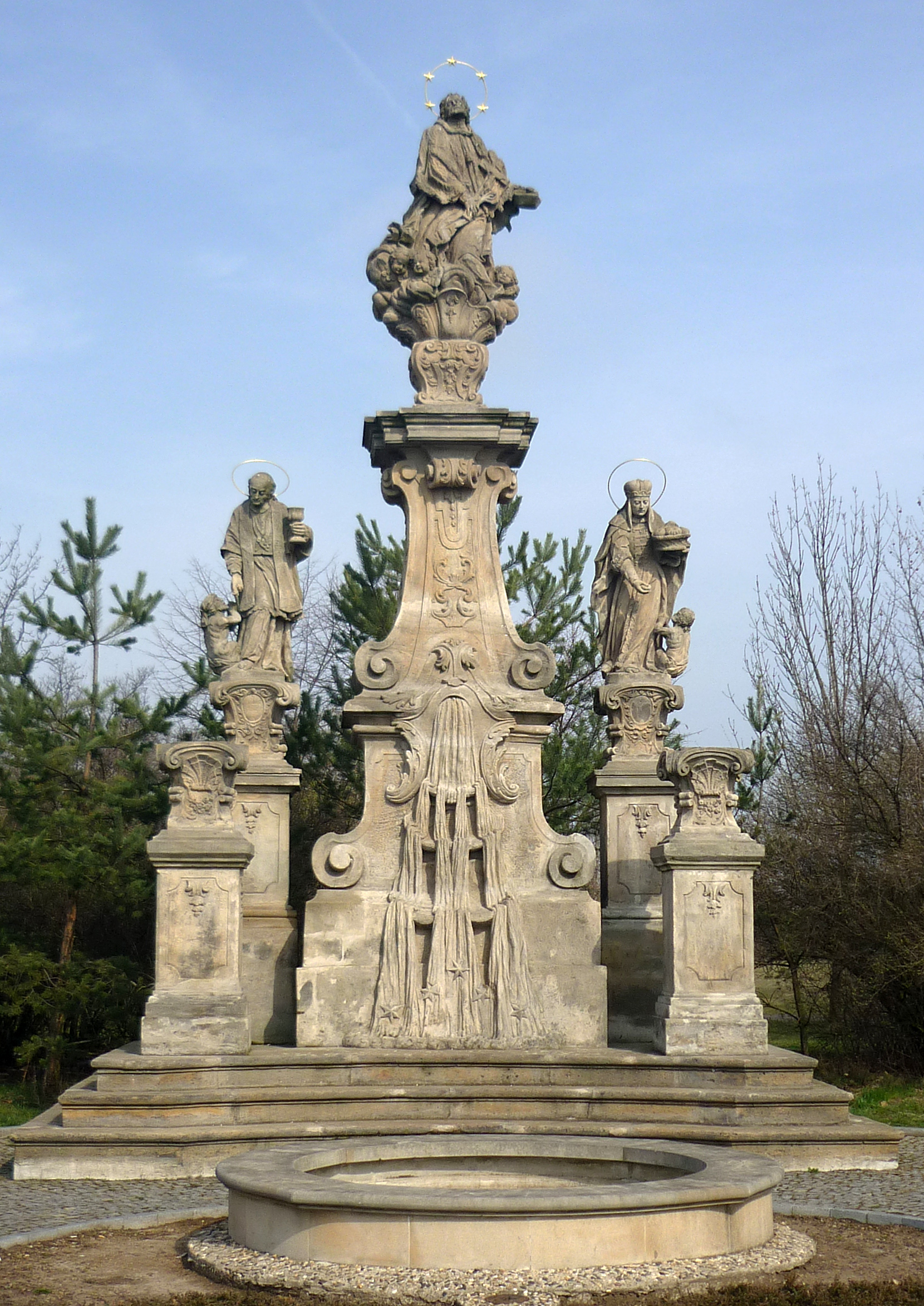
Skulpturen des hl. Johannes von Nepomuk, der hl. Elisabeth und des hl. Karl Borromäus (1729) an der Kirche Mariä Himmelfahrt in Most

Johann Adam Dietz (* 1671 in Holschitz; † 24. Februar 1742 in Eisenberg) war ein böhmischer Bildhauer, der im frühen 18. Jahrhundert in Nordböhmen tätig war. Eine ausführliche Beschreibung seiner Werke aus der Zeit von 1700 bis 1740 ist im Rahmen einer umfangreichen Dissertation erfolgt.

## Leben und Schaffen
Johann Adam Dietz hatte mit seiner Frau Anna Dorothea zwei Söhne und eine Tochter. Beide Söhne Johann Josef Dietz (* 1705) und Adam Ferdinand Dietz (auch Tietz) (1708–1777), der später in Würzburg, in der Eifel und in Bamberg wirkte, waren ebenfalls Bildhauer. Auch sein Schwiegersohn Johann Wenzel Grauer (tschech. Jan Václav Grauer) (* um 1711) war Bildhauer, der zur Ausstattung der Kirche in Neusattel bei Saaz beigetragen hat und später ebenfalls nach Franken ging. Durch das Zusammentreffen dieser vier Bildhauer bestand in den 1720er und 1730er Jahren die „Bildhauer-Werkstatt Eisenberg“, die sowohl durch handwerkliche als auch künstlerische Ausbildung charakterisiert war und deren besondere Werke in Sandstein und Holz noch in den heutigen Bezirken von Teplice, Most, Chomutov und Louny zu finden sind.
Die frühesten Werke von Johann Adam Dietz in Form von plastischen Reliefs findet man an den Säulen und Sockeln der Büsten römischer Kaiser (Imperatoren) an der Terrasse zum Schlosspark von Schloss Eisenberg (Jezeří). Sein größter Auftraggeber war der Reichsgraf Ulrich Felix Popel von Lobkowicz (1650–1722), Schlossherr auf Eisenberg und Besitzer der Herrschaft Eisenberg-Neusattel (panství Jezeří-Nové Sedlo), für den er ab 1700 bis zu dessen Tode im Jahre 1722 gearbeitet hat.
In den Jahren 1712/13 fand ein Zusammentreffen und gemeinsames Arbeiten mit dem österreichischen Barock-Bildhauer Franz Anton Kuen statt, der ab 1713 im Kloster Ossegg tätig war und dort u. a. die vier Evangelisten am Portal der Klosterkirche geschaffen hat. Ergebnis dieser Zusammenarbeit war 1712 der Skulpturenschmuck im Außen- und Innenbereich der Nepomuk-Kapelle in  Bartelsdorf (Dřínov) (Okres Most) mit den Statuen des hl. Ulrich (von J. A. Dietz) und des hl. Felix von Cantalice (von F. A. Kuen) zusammen mit dem Allianzwappen der Auftraggeber Ulrich Felix von Lobkowicz (1650–1722) und Maria Josefa von Bubna und Littitz († 1729), jetzt an der Seitenfassade der Dekanatskirche des hl. Erzengels Michael in Litvínov (Leutensdorf). (Die Auswahl der Heiligen Ulrich und Felix bezog sich offensichtlich auf die Vornamen des Auftraggebers.) Außerdem wurden in dieser Zeit zwei allegorische Statuen im Schlosspark von Eisenberg geschaffen: Stehender männlicher Akt, vermutlich Laokoon (von F. A. Kuen) und Pan (von J. A. Dietz).
Danach entstanden seine bedeutendsten Skulpturen sowohl für das Schloss Eisenberg als auch für die Kirchen und Dorfplätze der umliegenden Orte der ehemaligen Herrschaft Lobkowicz. Zu nennen sind hier die Orte Ulbersdorf (Albrechtice), Bartelsdorf (Dřínov), Seestadtl (Ervěnice), Holschitz (Holešice),  Kleinpriesen (Malé Březno) und Neundorf an der Biela (Nové Sedlo nad Bílinou), für die er zahlreiche Skulpturen geschaffen hat. Mehrere dieser Orte existieren heute nicht mehr, weil sie durch den Braunkohlebergbau abgebaggert wurden. Die Skulpturen wurden meist an anderer Stelle wieder aufgestellt.
Weitere Auftraggeber waren kirchliche und weltliche Institutionen in der näheren Umgebung von Eisenberg, z. B. aus Brüx (Most), Komotau (Chomutov) und Klösterle an der Eger (Klášterec nad Ohří), sowie die adligen Auftraggeber:
Eleonora Karolina von Lobkowicz in Bilin, Johann Josef von Waldstein in Dux und Oberleutensdorf, Maria Philippina von Thun, geb. von Harrach, in Klösterle, Graf von Martinitz von der Herrschaft Brunnersdorf, Dominica von Auersperg in Rothenhaus, Wenzel Anton Graf Chotek, Phillip Hyazinth Fürst von Lobkowicz, Franz Zessner von Spitzenberg in Hareth, Maria Clara Freiin von Kulhanek, verw. von Podpusch in Neusattel.

## Werke (Auswahl)
- Werke für Eisenberg und die Herrschaft Lobkowicz
  - Skulpturenschmuck mit den beiden Atlanten (Sandstein) am Hauptportal von Schloss Eisenberg
  - Statuen des hl. Ulrich und des hl. Felix von Cantalice mit dem Allianzwappen Ulrich Felix von Lobkowicz (1650–1722) und Maria Josefa von Bubna und Littitz († 1729), Sandstein und Holzschnitzerei (1712), jetzt an der Dekanatskirche des hl. Erzengels Michael in Litvínov (Okres Most)
  - Altar des hl. Johannes von Nepomuk mit den Statuen des hl. Franz von Assisi und des hl. Antonius von Padua, Sandstein und Holzschnitzerei (1712), jetzt in der Wallfahrtskirche Mariánské Radčice (Maria Ratschitz) (Okres Most)
  - Florianssäule (Sandstein, 1717) und Nepomuksäule (Sandstein, 1728) in Malé Březno (Kleinpriesen) (Okres Most)
  - neun Statuen auf Konsolen im Kirchenschiff der Pfarrkirche Mariä Himmelfahrt in Horní Jiřetín (Obergeorgenthal) (Okres Most), Epistelseite: Christus als Sieger, Christus als Schmerzensmann, hl. Josef, hl. Joachim, hl. Franz von Assisi, Evangelienseite: Schmerzensmutter, Maria Immaculata, hl. Anna, hl. Antonius von Padua, polychrome Holzschnitzerei (1719)
  - Statue des hl. Johannes von Nepomuk und des hl. Felix von Cantalice, Sandstein (vor 1722) aus Holešice (Okres Most), jetzt an der Wallfahrtskirche in Mariánské Radčice
  - Statue des hl. Laurentius, Sandstein (vor 1722) aus Holešice, jetzt am Pfarrhaus der Wallfahrtskirche in Mariánské Radčice

- Werke für Plätze und Kirchen in Brüx (Most) ab 1720, die jetzt restauriert an verschiedenen Orten wieder aufgestellt wurden
  - Skulpturengruppe des hl. Johannes von Nepomuk mit dem hl. Adalbert und dem hl. Wenzel (Landespatron Böhmens), Sandstein (1719–1722), vom ehem. II. Platz im alten Brüx, jetzt an der Seite der versetzten Kirche Mariä Himmelfahrt in Most
  - Skulpturengruppe des hl. Johannes von Nepomuk mit den Statuen des hl. Karl Borromäus und der hl. Elisabeth, Sandstein (1729), jetzt an der Kirche Mariä Himmelfahrt in Most (aus der Dietz-Werkstatt)
  - Skulptur eines Löwen mit dem Stadtwappen, Sandstein (1729), am Brunnen auf dem I. Platz im neuen Most
  - Statue des hl. Johannes von Nepomuk, Sandstein (1728), vom ehem. Eisenberger Tor in Brüx, jetzt im Areal der Pfarrkirche des hl. Ägidius in Bečov (Hochpetsch) (Okres Most)
  - Statuen der Apostel (Andreas, Judas Thaddäus, Simon, Johannes, Jakobus und Thomas) und der Evangelisten von der ehem. Patronatsloge der ehem. Dekanatskirche in Brüx, polychrome Holzschnitzerei (1730–1738), jetzt in der Kirche Mariä Himmelfahrt an den Säulen im Kirchenschiff, vermutlich entstanden in der Dietz-Werkstatt
  - Skulpturenschmuck der Inneneinrichtung der ehem. Franziskaner-Kirche in Brüx, polychrome Holzschnitzerei (1734), jetzt in den Sammlungen der Nationalgalerie Prag bzw. in der Kirche des hl. Georg in České Zlatníky (Böhmisch Zlatnik), OT von Obrnice (Obernitz)

- Weitere Arbeiten für andere Auftraggeber
  - Mariensäule auf dem Marktplatz von Hora Svaté Kateřiny (Katharinaberg) (1714), siehe 
  - Statue des hl. Florian, Sandstein (1725), auf dem Areal der Dekanatskirche der Heiligen Dreifaltigkeit in Klášterec nad Ohří (Klösterle)
  - Dreifaltigkeitssäule mit den Statuen des hl. Johannes von Nepomuk, des hl. Florian und des hl. Donatus, Sandstein (1726), seit 2012 in Zelená (Grün), OT von Malkov (Malkau)
  - Statue des hl. Johannes von Nepomuk aus Neundorf an der Biela, Sandstein (1720–1730), jetzt im Schlosspark von Liberec (Reichenberg)
  - Statuen des hl. Josef und der hl. Anna selbdritt auf Konsolen in der Dekanatskirche des hl. Erzengel Michael in Litvínov (Leutensdorf) (Okres Most), Holzschnitzerei (nach 1730)
  - Skulpturenschmuck des Hauptaltars der Martinskirche in Kozly (Kosel) (Okres Louny), Seitenaltar der Schmerzensmutter im Presbyterium, zwei Seitenaltäre des hl. Johannes von Nepomuk und des hl. Wenzel im Kirchenschiff, Kanzel und Beichtstühle, polychrome Holzschnitzerei (1732, 1736, 1738), jetzt im Depot des Bistums Leitmeritz, vermutlich aus der Dietz-Werkstatt
  - Statue des hl. Johannes von Nepomuk aus Stránce (Stranitz) (Okres Most), Sandstein (um 1740), Auftraggeber war Franz Freiherr von Zessner-Spitzenberg, Besitzer der Herrschaft Hareth (Hořany), jetzt am Regionalmuseum in Most

Die meisten Werke sind in Sandstein zur Aufstellung im Freien oder als polychrome Holzschnitzerei für den Kirchenraum ausgeführt worden, die Zuschreibung erfolgte meist auf Grund von Stilanalysen. Bereits in den 1920er und 1930er Jahren waren diese Werke in der Öffentlichkeit auf Interesse gestoßen und in Ausstellungen präsentiert worden.

## Bilder

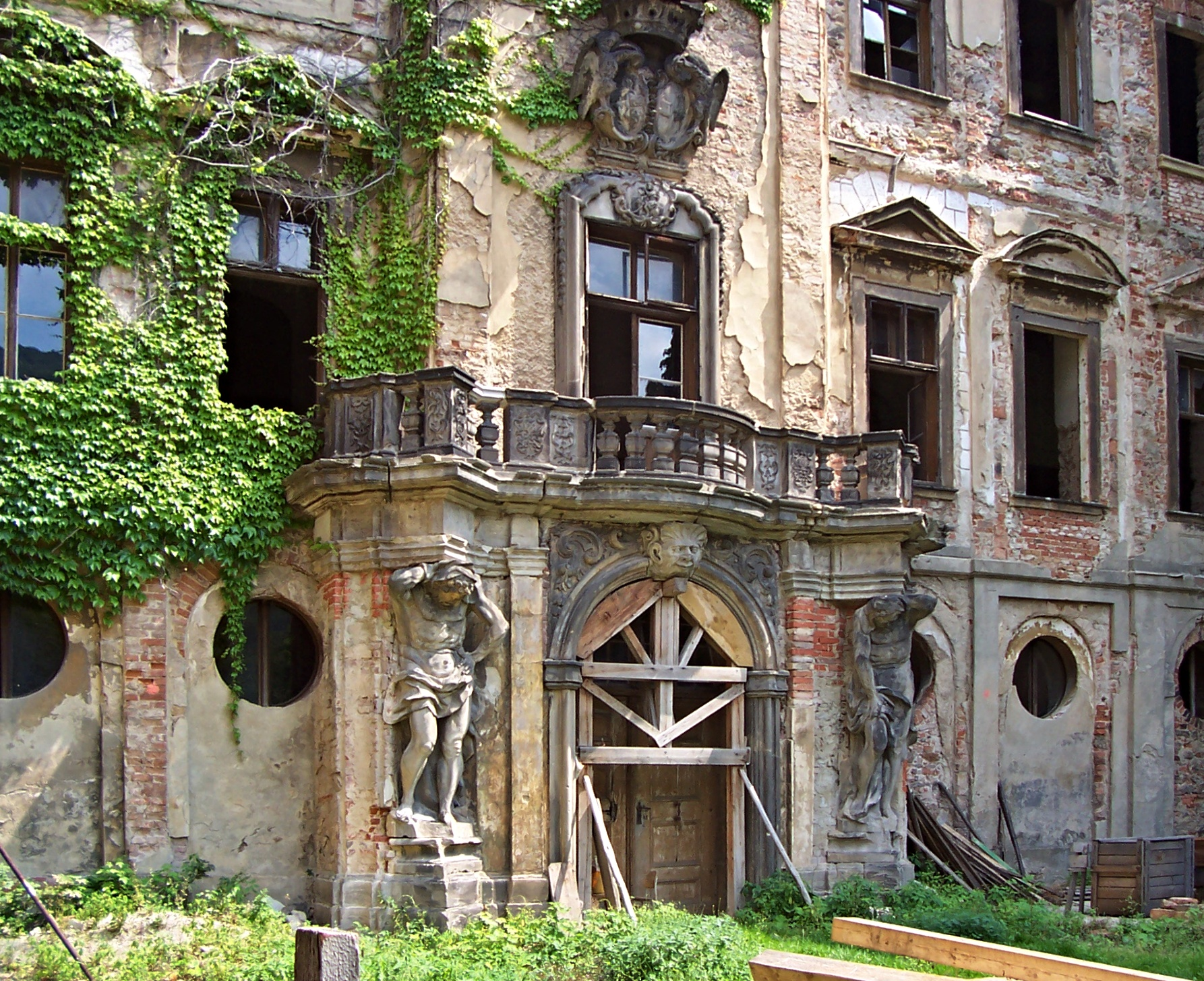
Atlanten am Hauptportal von Schloss Eisenberg
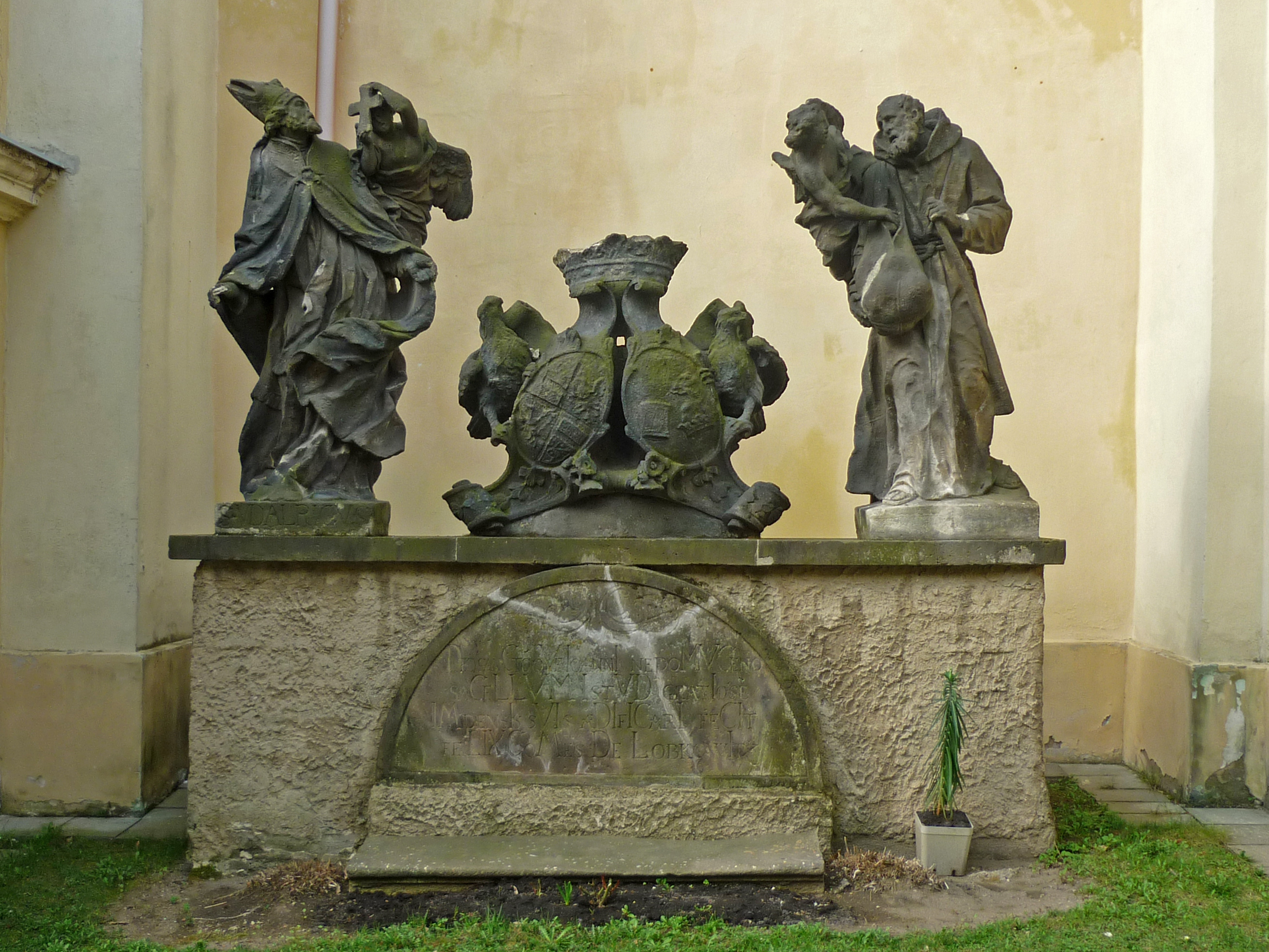
Statuen des hl. Ulrich und des hl. Felix von Cantalice (rechts) mit Allianzwappen Lobkowicz-Bubna an der Dekanatskirche in Litvínov (1712)
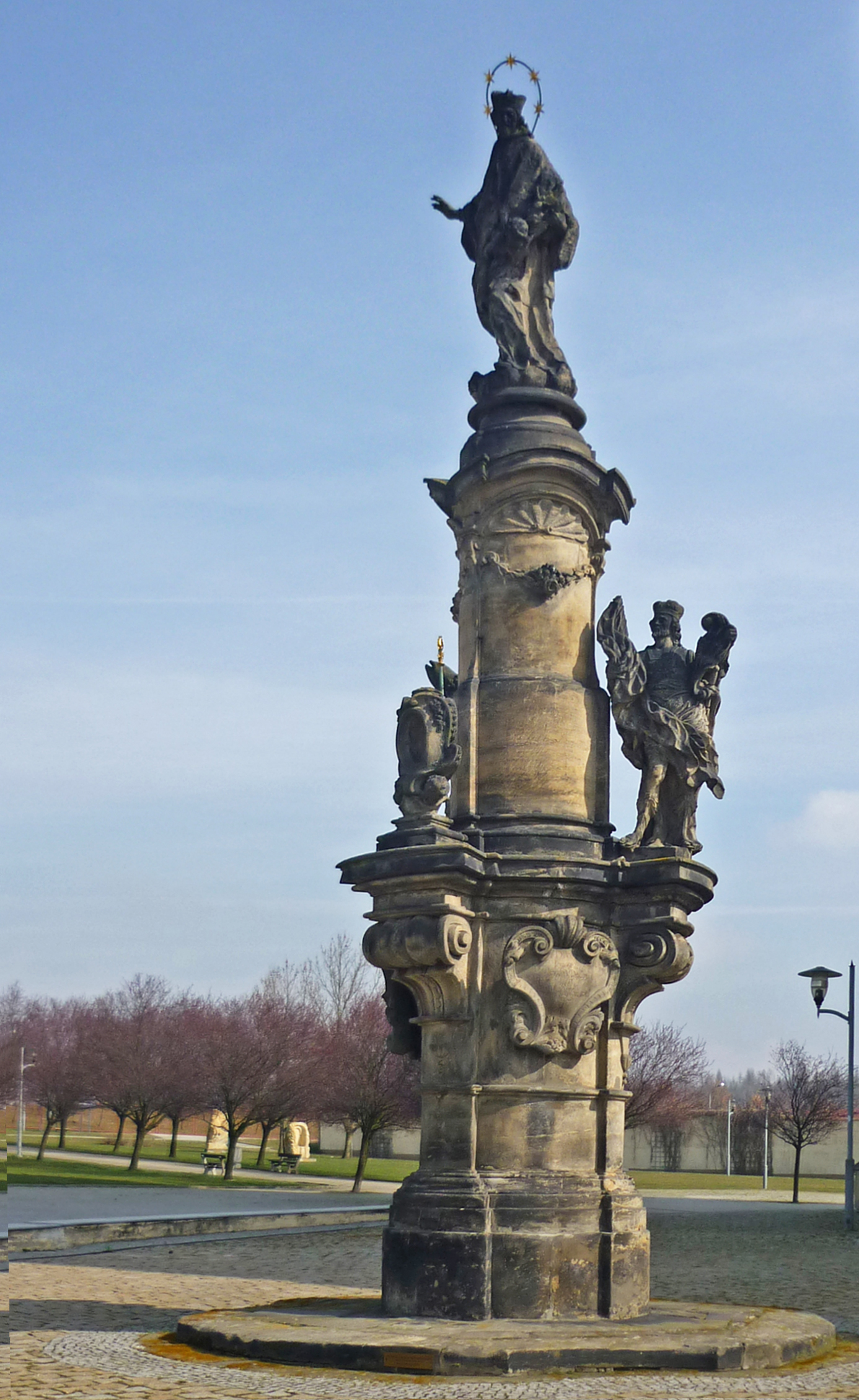
Skulpturengruppe des hl. Johannes von Nepomuk, hl. Adalbert und hl. Wenzel (1719–1722) an der Kirche Mariä Himmelfahrt in Most
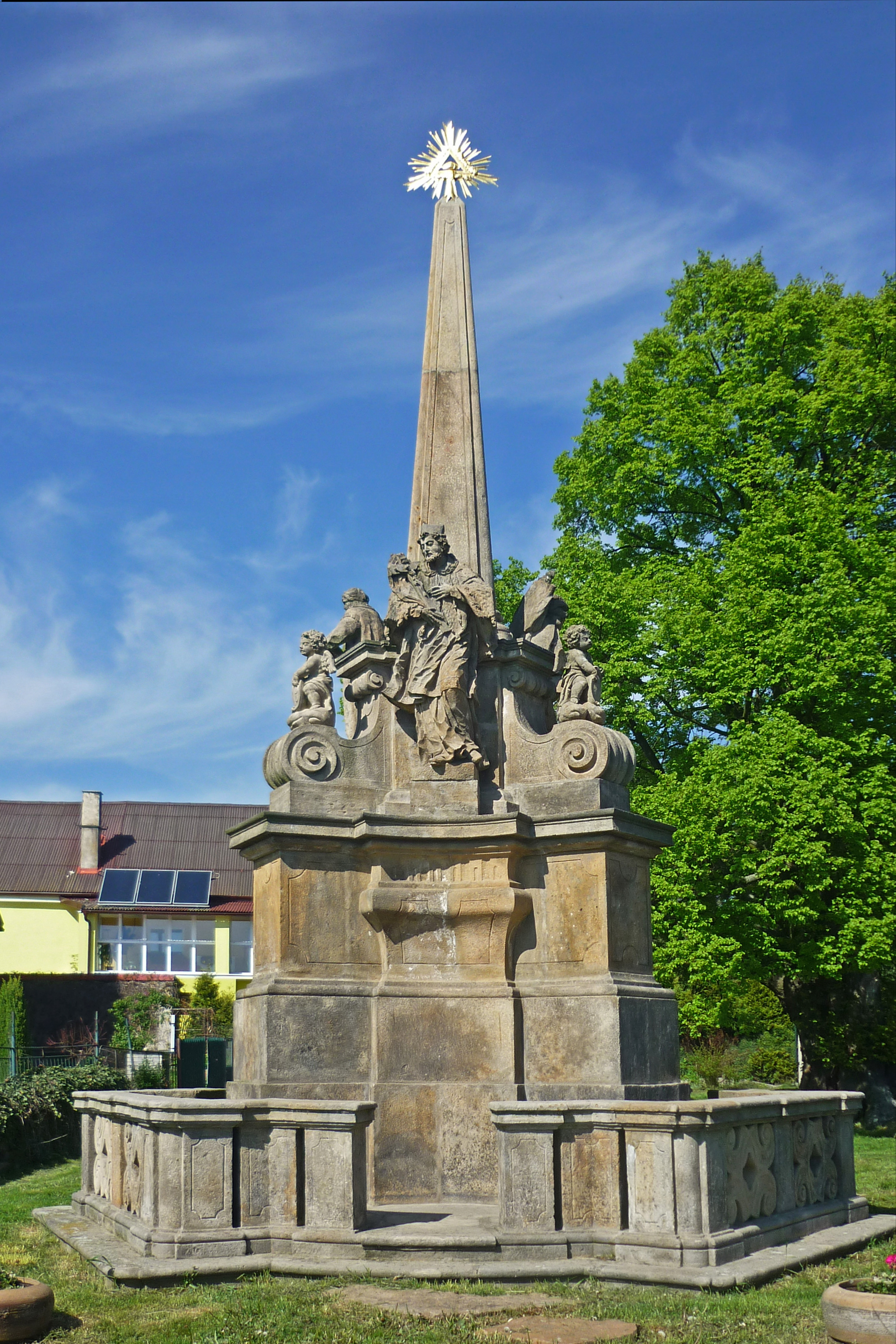
Dreifaltigkeitssäule mit den Statuen des hl. Johannes von Nepomuk, des hl. Florian und des hl. Donatus in Zelená (Grün), OT von Malkov (1726)
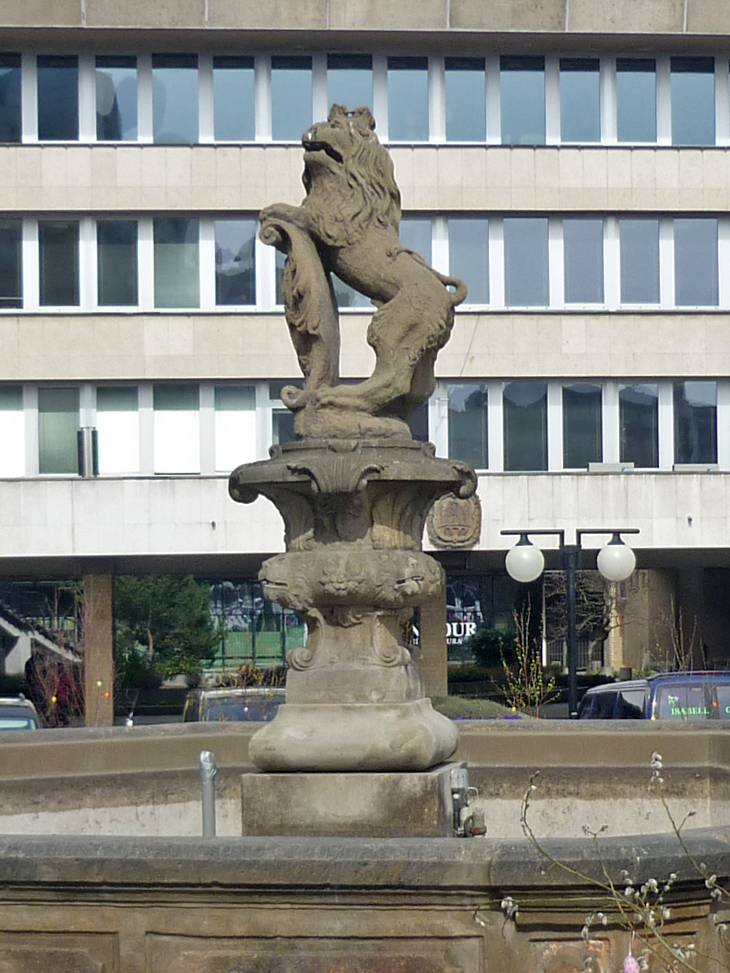
Löwe mit dem Stadtwappen (1729), Kopie am Brunnen auf dem I. Platz in Most
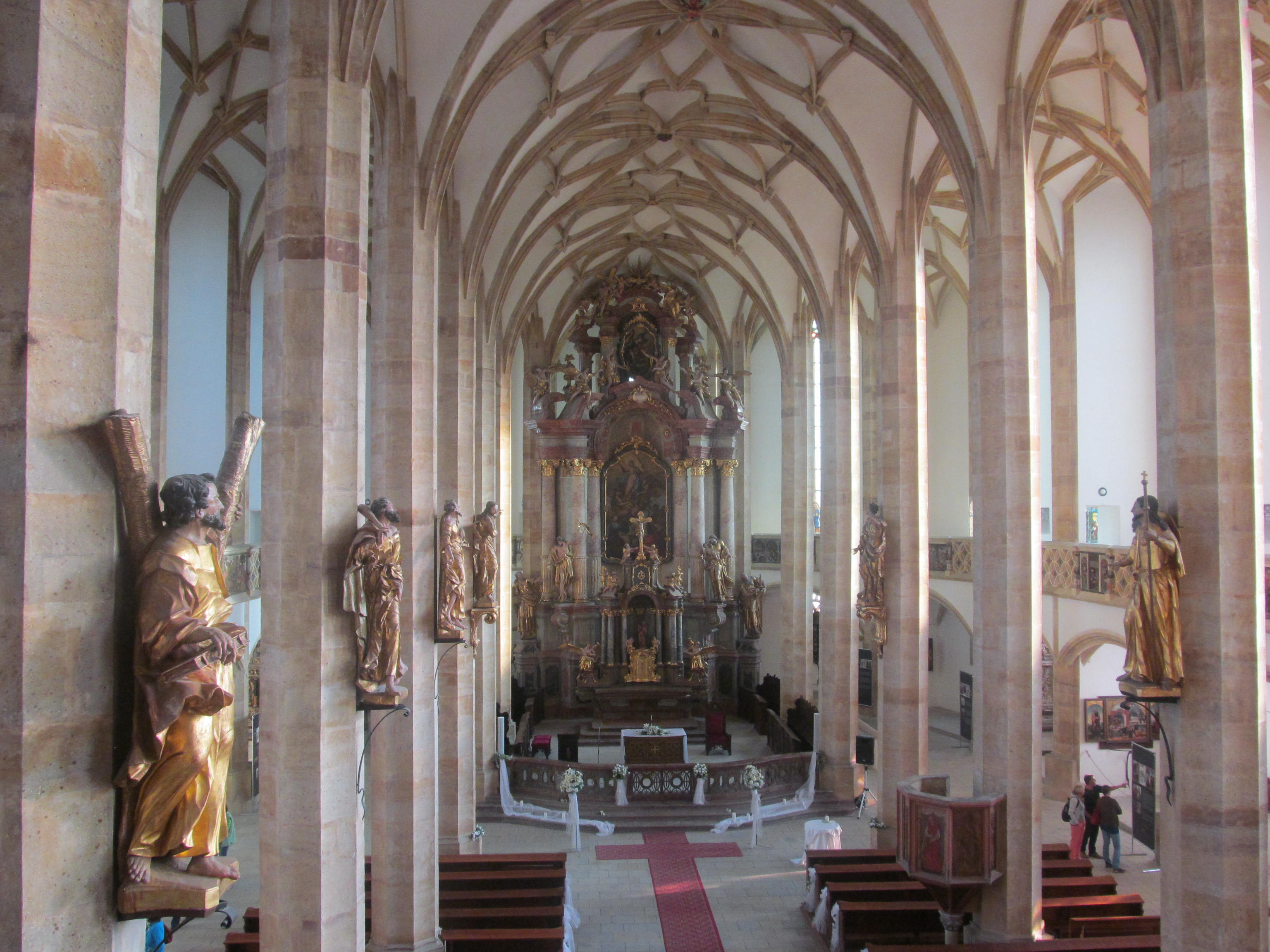
Statuen der Apostel und Evangelisten in der Kirche Mariä Himmelfahrt in Most (1730–1738)